# Zeamordella monacha
Zeamordella monacha es una especie de coleóptero de la familia Mordellidae.

## Distribución geográfica
Habita en Auckland (Nueva Zelanda).